# Castrofilippo
Castrofilippo – miejscowość i gmina we Włoszech, w regionie Sycylia, w prowincji Agrigento.
Według danych na styczeń 2010 gminę zamieszkiwało 3049 osób przy gęstości zaludnienia 169,8 os./1 km².

## Linki zewnętrzne

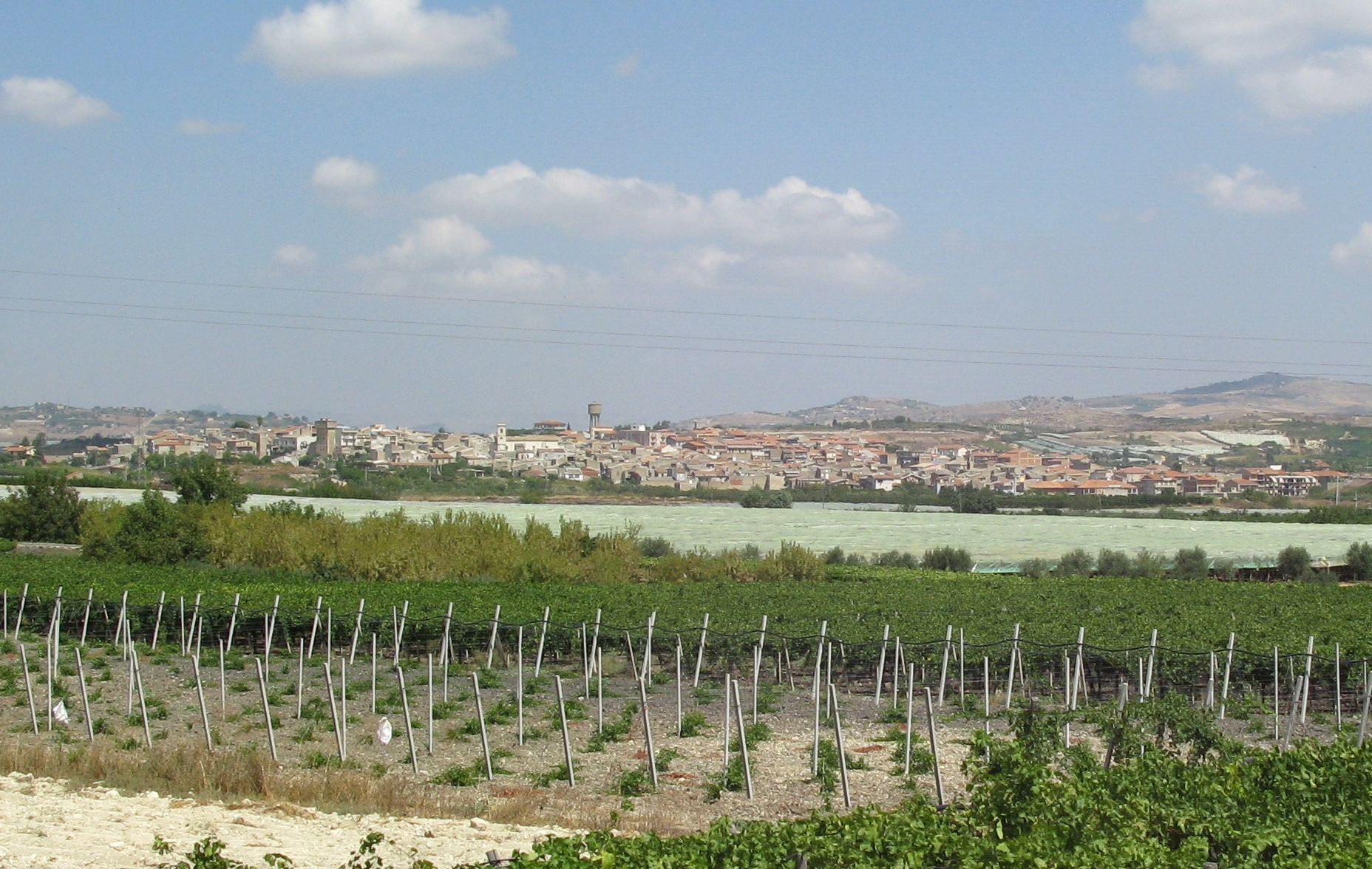
Castrofilippo